# ボストン・グローブ
ボストン・グローブ(The Boston Globe) は、マサチューセッツ州ボストンにおいて最大の部数を発行するアメリカ合衆国の日刊新聞。ボストンにはもう一つの日刊新聞、ボストン・ヘラルド（Boston Herald）がある。

## 概要
1872年にエベン・ジョーダンを始めとするボストンの実業家6名が15万ドルを投じて設立。創刊は1872年3月4日で、当時の価格は4セントであった。
当初は朝刊のみであったが、1877年に日曜版を始め、1878年には、夕刊紙ボストンイブニンググローブを創刊した。この夕刊紙は、100年余り続いたが、1979年に廃刊された。
グローブ社はもともと私企業形態で運営されていたが、1973年にアフィリエイテッド・パブリケーションズ（AP）社に買収され、同社の子会社となった。1993年10月1日には、AP社がニューヨーク・タイムズを発行しているニューヨーク・タイムズ社と合併したため、グローブ社はニューヨーク・タイムズ社の100%子会社となった。その後は購読者が減少し、2013年8月3日、ボストン・レッドソックスの主要オーナージョン・ヘンリーに7000万ドル（約70億円）で売却することが発表された。